# Vanuatu zászlaja
Vanuatu függetlenségét 1980. július 30-án nyerte el, a nemzeti zászlót is ekkor vonták fel először. A zászlót egy fekete szegélyű, sárga színű fekvő Y háromfelé osztja. Az Y a szigetek egymáshoz való elhelyezkedésére utal. Az Y feletti sáv a lakosságot egyesítő vért szimbolizáló vörös, az alatta levő a szigeteket jelképező zöld.
A fekete háromszög a melanéz népet és a termékeny földet jelképezi. A háromszögben egy, a gazdagságot és hatalmat jelképező szimbólum helyezkedik el, mely egy spirál alakban hajlított vaddisznó-agyarból, és két egymásra fektetett namele-levélből (Phoenix sylvestris) áll. A zászló oldalainak aránya 19:36.

## A nemzeti zászló mellett használt lobogók
|  | Az ország elnöke saját, vörös szegélyű zászlóval rendelkezik, melyen zöld alapon az állami címer van elhelyezve. A címer egy barna dombon álló, kezében lándzsát tartó melanéz harcost ábrázol. A harcos mögött látható az ország nemzeti zászlajában is szereplő szarv és namele. A figura alatt sárga szalagon olvasható az ország mottója: „Long God yumi stanap” – „Istennel együtt létezünk”. A zászló oldalaránya 1:2. |
|  | Az ország parti őrségének zászlaja fehér, a bal felső négyszögben a nemzeti zászlóval. A zászló oldalainak aránya 2:3. |

## Korábban használt zászlók
Vanuatu – korábbi nevén Új-Hebridák –  a 19. század végétől a függetlenség elnyeréséig a brit és francia gyarmatbirodalom közös része volt. Ennek következtében a francia részeken a francia trikolórt használták, az angol részeken pedig a brit kék zászlót, rajta a sziget pecsétjével. A pecséten 1953-ig a Tudor koronát, 1953 és 1980 között Szent Edward koronáját ábrázolták.

## További információ
- Vanuatu zászlaja a Világ zászlói (Flags of the World) weboldalon